# Cacau Fernandes
Carina Gomes Fernandes (São Paulo, 23 de agosto de 1986), é uma futebolista brasileira que atua como atacante.

## Carreira
Carina Gomes, mais conhecida como Cacau Fernandes, tinha o sonho de se tornar veterinária devido ao apego aos animais e praticava capoeira na adolescência e chegou a praticar futsal profissionalmente em 2005. Começou a jogar profissionalmente no futebol de campo em  2004/2005 após ganhar uma bolsa na faculdade onde pode praticar o esporte. Atualmente a futebolista defende o São Paulo.
Cacau jogou pelo Corinthians em Fevereiro de 2016,  em seu primeiro jogo o Corinthians empatou com a AD Centro Olímpico em 0 a 0. 

## Títulos
- Campeonato Brasileiro de Futebol Feminino: 2018, 2020, 2021
- Copa do Brasil de Futebol Feminino: 2016
- Copa Libertadores da América de Futebol Feminino: 2015, 2016, 2019, 2021

## Musica Jogadeira
Em 2019 lançou uma musica junto de Gabriela Kivitz, jogadora do Centro Olímpico na época, que fez grande sucesso e que ficou guardada no papel desde 2011 ate que decidiram gravar para a Copa do Mundo.